# Нантюа (соус)
Соус нантюа́ (фр. sauce Nantua) — французький соус з бешамелю та ракового масла.
Цей соус подається в основному до фрикадельок з щуки, а також до білої риби, яйцям пашот і рису.
Його назва походить від міста Нантюа, розташованого на березі озера з тією ж назвою, в департаменті Ен.
Соус нантюа традиційно готується з річкового раку, який колись кишів у річках та озерах географічної та історичної області Le Bugey і харчувався «залишками м'яса на шкурах, які дубильники залишали для замочування».
Якщо немає ракового масла, м'ясо раків, крабів або креветок (можна консервоване) подрібнюється або перетирається в пасту, додається до соусу бешамель, підігрітому з вершками або сметаною. У деяких рецептах використовуються пасервані овочі: морква, цибуля та фенхель. Спеції - чорний перець, мускатний горіх.
Кнелі під соусом нантюа — невід'ємна частина гастрономії Ліону. В меню найдорожчого у світі фуршету, організованого на честь 2500-річчя Ірану у жовтні 1971 року і що увійшов до Книгу рекордів Гіннесса, був особливо відзначений «мус нантюа з ракових шийок» як одна з найвишуканіших страв.